# Флаги Удмуртии
Список флагов муниципальных образований Удмуртской Республики Российской Федерации.
На 1 января 2020 года в Удмуртии насчитывалось 333 муниципальных образования — 5 городских округов, 25 муниципальных районов, 1 городское поселение и 302 сельских поселения.

## Флаги городских округов
| Флаг | Наименование                                     | Дата утверждения | Номер в ГГР |
| ---- | ------------------------------------------------ | ---------------- | ----------- |
|      | Флаг муниципального образования «Город Ижевск»   | 21 апреля 2000   | 631         |
|      | Флаг муниципального образования «Город Воткинск» | 26 апреля 2006   | 2257        |
|      | Флаг муниципального образования «Город Глазов»   | 27 июня 2003     |             |

| Флаг | Наименование                                    | Дата утверждения | Номер в ГГР |
| ---- | ----------------------------------------------- | ---------------- | ----------- |
|      | Флаг муниципального образования «Город Можга»   | 22 декабря 2010  |             |
|      | Флаг муниципального образования «Город Сарапул» | 29 мая 2008      |             |

## Флаги муниципальных округов
| Флаг | Наименование                               | Дата утверждения | Номер в ГГР |
| ---- | ------------------------------------------ | ---------------- | ----------- |
|      | Флаг муниципального округа Алнашский район | 24 октября 2003  |             |
|      | Флаг муниципального округа Вавожский район | 18 декабря 2013  |             |
|      | Флаг муниципального округа Игринский район | 27 октября 2005  | 3455        |
|      | Флаг муниципального округа Кезский район   | 12 мая 2004      |             |

| Флаг | Наименование                                | Дата утверждения | Номер в ГГР |
| ---- | ------------------------------------------- | ---------------- | ----------- |
|      | Флаг муниципального округа Селтинский район | 29 октября 2015  | 10774       |
|      | Флаг муниципального округа Сюмсинский район | 27 февраля 2006  |             |
|      | Флаг муниципального округа Юкаменский район | 26 июня 2007     | 3517        |

## Флаги муниципальных районов
| Флаг | Наименование                                          | Дата утверждения | Номер в ГГР |
| ---- | ----------------------------------------------------- | ---------------- | ----------- |
|      | Флаг муниципального образования «Балезинский район»   | 11 октября 2001  |             |
|      | Флаг муниципального образования «Воткинский район»    | 15 февраля 2018  | 11847       |
|      | Флаг муниципального образования «Глазовский район»    |                  | 1931        |
|      | Флаг муниципального образования «Граховский район»    | 6 июня 2007      |             |
|      | Флаг муниципального образования «Дебёсский район»     | 24 августа 2006  | 2496        |
|      | Флаг муниципального образования «Завьяловский район»  |                  | 2099        |
|      | Флаг муниципального образования «Камбарский район»    | 20 октября 2004  |             |
|      | Флаг муниципального образования «Каракулинский район» | 25 августа 2005  | 1973        |
|      | Флаг муниципального образования «Кизнерский район»    | 12 августа 2009  | 5617        |

| Флаг | Наименование                                             | Дата утверждения | Номер в ГГР |
| ---- | -------------------------------------------------------- | ---------------- | ----------- |
|      | Флаг муниципального образования «Киясовский район»       | 19 октября 2005  | 2783        |
|      | Флаг муниципального образования «Красногорский район»    | 26 июня 2014     | 10191       |
|      | Флаг муниципального образования «Малопургинский район»   | 14 августа 2014  | 9951        |
|      | Флаг муниципального образования «Можгинский район»       | 27 ноября 2013   | 9417        |
|      | Флаг муниципального образования «Сарапульский район»     | 7 июля 2004      | 1553        |
|      | Флаг муниципального образования «Увинский район»         | 28 декабря 2015  | 10764       |
|      | Флаг муниципального образования «Шарканский район»       | 9 августа 2007   |             |
|      | Флаг муниципального образования «Якшур-Бодьинский район» | 23 декабря 2005  | 2105        |
|      | Флаг муниципального образования «Ярский район»           | 26 декабря 2013  |             |

## Флаги сельских поселений
| Флаг | Наименование                                                             | Дата утверждения | Номер в ГГР |
| ---- | ------------------------------------------------------------------------ | ---------------- | ----------- |
|      | Флаг муниципального образования «Гольянское» Завьяловского района        | 22 апреля 2019   | 12384       |
|      | Флаг муниципального образования «Дулесовское» Сарапульского района       | 1 октября 2012   | 7922        |
|      | Флаг муниципального образования «Карамас-Пельгинское» Киясовского района | 9 октября 2014   | 9950        |
|      | Флаг муниципального образования «Мушаковское» Киясовского района         | 16 апреля 2014   | 9531        |

| Флаг | Наименование                                                                | Дата утверждения | Номер в ГГР |
| ---- | --------------------------------------------------------------------------- | ---------------- | ----------- |
|      | Флаг муниципального образования «Нефтебазинское» Камбарского района         | 15 октября 2013  |             |
|      | Флаг муниципального образования «Юндинское» Балезинского района             | 9 октября 2013   | 9129        |
|      | Флаг муниципального образования «Тарасовское» Сарапульского района          | 17 июня 2015     | 10508       |
|      | Флаг муниципального образования «Якшур-Бодьинское» Якшур-Бодьинского района | 27 июля 2016     |             |

## Флаги упразднённых МО
| Флаг | Наименование                                                    | Дата утверждения | Номер в ГГР | Примечания |
| ---- | --------------------------------------------------------------- | ---------------- | ----------- | --- |
|      | Флаг муниципального образования «Муважинское» Алнашского района | 29 сентября 2016 | 11311       | Законом Удмуртской Республики от 23 апреля 2021 года № 27−РЗ, все муниципальные образования муниципального района «Алнашский район» преобразованы в муниципальный округ Алнашский район. |

## Упразднённые флаги
| Флаг | Наименование                                    | Дата утверждения | Дата упразднения |
| ---- | ----------------------------------------------- | ---------------- | ---------------- |
|      | Флаг муниципального образования «Город Можга»   | 27 сентября 2001 | 22 декабря 2010  |
|      | Флаг муниципального образования «Город Сарапул» | 21 февраля 2008  | 29 мая 2008      |

| Флаг | Наименование                                       | Дата утверждения | Дата упразднения |
| ---- | -------------------------------------------------- | ---------------- | ---------------- |
|      | Флаг муниципального образования «Селтинский район» | 29 октября 2015  | 29 октября 2015  |